# Podbřežice
Podbřežice település Csehországban, Vyškovi járásban. Podbřežice Rostěnice-Zvonovice, Dražovice, Tučapy, Lysovice és Komořany településekkel határos. Lakosainak száma 267 fő (2024. január 1.).

## Népesség
A település lakosságának változását az alábbi diagram mutatja:
| Lakosok száma | 281  | 318  | 378  | 322  | 263  | 231  | 247  | 241  | 248  | 267  |
|               | 1869 | 1890 | 1921 | 1950 | 1980 | 2001 | 2017 | 2019 | 2022 | 2024 |